# Lonchorhina fernandezi
Lonchorhina fernandezi es una especie de murciélago de la familia Phyllostomidae.

## Distribución geográfica
Es endémica de Venezuela. 

## Estado de conservación
Se encuentra amenazada de extinción por la pérdida de su hábitat natural.